# Angelina Lazareva
Angelina Vadimovna Lazareva (Lazarenko) (en russe : Ангелина Вадимовна Лазарева (Лазаренко)) est une joueuse de volley-ball russe née le 13 avril 1998 à Saratov. Elle joue au poste de central. Lors de la saison 2019/2020, elle est dans l'équipe Dinamo Krasnodar.

## Palmarès

### Clubs
Supercoupe de Suisse:
- 2017

Coupe de Suisse:
- 2018

Championnat de Suisse:
- 2018

### Équipe nationale
Championnat d'Europe de 18 ans:
- 2015

Championnat d'Europe de 20 ans:
- 2016

Championnat du monde de 20 ans:
- 2017

Universiade d'été:
- 2017

Coupe du monde:
- 2019